# Shuichi Sakamoto
Shuichi Sakamoto –en japonés, 坂本修一, Sakamoto Shuichi– (Ishioka, 14 de junio de 1979) es un deportista japonés que compitió en bádminton. Ganó una medalla de bronce en el Campeonato Mundial de Bádminton de 2007, en la prueba de dobles.

## Palmarés internacional
| Campeonato Mundial | Campeonato Mundial     | Campeonato Mundial | Campeonato Mundial |
| Año                | Lugar                  | Medalla            | Prueba             |
| ------------------ | ---------------------- | ------------------ | ------------------ |
| 2007               | Kuala Lumpur (Malasia) | Medalla de bronce  | Dobles             |